# Бісера Алікадич
Бі́сера Алікáдич (босн. Bisera Alikadić; нар. 8 лютого 1939, Підгум) — сучасна боснійська поетеса та авторка, відома своїми творами «Ларва» та «Круг», член Товариства письменників Боснії і Герцеговини. Вона була однією з перших боснійських жінок, які опублікували романтичні романи. Одна із перших, яка насправді відзначила початок літературно-мистецької цінності літературної творчості жінки.

## Життєпис
Народилася письменниця в Підгумі, поблизу Ливно, а з 1947 року проживає в Сараєво. Вона закінчила школу в Сараєво, а після цього тривалий час працювала бібліотекарем в «Національній та університетській бібліотеці» . Коли вона була маленькою, її твори публікувалися в дитячих паперах.

## Літературна творчість
У літературі Південно-Східної Європи Бісера Алікадич з'явилася у 1970-их роках. Її літературне вираження ґрунтується на концепціях сучасної поезії і не поробляє класичну боснійську літературну традицію. Вірш здебільшого вільний, а рима майже не є представлена, лише з метою налаштування загальної мелодії пісні. Теми, які найчастіше висвітлює Бісера Алікадіч, — це жінки та самотність у великому місті. Її поезія рясніє особливою міською атмосферою, яка приховує певну кризу ідентичності сучасного суспільства в Боснії і Герцеговині з кінця 1970-их. Тема її широкого літературного опису — це, безумовно, побудова жіночої особистості та її ідентичності; вона насправді ставить досвід та умови для появи суб'єктивності жінки в центрі її літературної розповіді. Алікадич безпосередньо займалася феміністичними артикуляціями, розгадувала патріархальні уявлення про жіночих персонажів та жіночого досвіду в Білорусі та Югославії. У своїх літературних творах вона порушила питання про жіночу фігуру, жіночність, жіночу тілесність, страх жіночої сексуальності. Вона видала кілька книжок поезії, найвизначніші з яких: «Личинка» (1974), «Вірші» (1988), «Поки я циганка» (1991), «Королева з двору» (1983/1995). П'ять оповідань були записані та випущені на ефірі на FTV в рамках Дитячої програми. На радіо були виконані три драматичні драми: «Історія кохання», «Гніздування» та «Маленький дзвін». Поки що вона опублікувала шістнадцять книг поезії, які викликали особливий інтерес до збірок: «Ніч і Бурштин», «Дракони, що тремтять», «Поки я циган», «Місто Мужності», «Книга часу», «Божевільний камінь», «Жирафа у вогні».

### «Королева з двору»
Автор торкнулася дитинства багатьох дітей. Це, можливо, оживило їхні спогади. Збірка складається з прекрасних оповідань, які описують радісне народження дитини, але є також історії, в яких письменниця описує, що таке дитинство під час війни, коли грошей не було, і багато сімей були бідними. Вона також торкнулася історії смерті одного з батьків, розлучення. Все описано так, щоб дітям було легше зрозуміти, а може бути і легше подолати, якщо їм самим доведеться впоратися з однією з таких незручних ситуацій.

### «Потяг до неба»
Книга поезій, яку читачі з радістю приймуть так само, як і попередні книги цього автора. Сама назва книги «Потяг до неба» обіцяє нам цікаві подорожі. Подорожі люблять і дорослі, і діти. Однак дорослих завжди цікавить, у якому напрямку поїзд їде, а дітей ніколи. Можливо, тому, що діти беруть на себе роль водія і визначають власний напрямок подорожі. Ось чому дорослі від поїздки повертаються втомленими та тривожними, а діти щасливими . Читаючи ці вірші, діти будуть сміятися серцем. Читаючи книгу, діти з користю проведуть час, мріями зможуть піднятися на висоту хоча б на мить, щоб вони могли вільно втекти в нові простори, де їх уява завершиться далекими висотами. Діти люблять пригоди та нові анекдоти, адже подібні історії спонукають їх до роздумів, а особливо пісні хороші для сьогоднішньої молоді, яка любить проводити більшу частину свого часу у приміщенні. Вони можуть бути закликані досліджувати навколишній світ та знаходити нові цікаві ігри на природі, як наші старі знайшли їх давно. Пісні написані в драматичному гумористичному тоні, який викликає посмішку як на обличчя дорослих, так і дітей. Вони написані по-дитячому розмовним тоном, де ми знаходимо серцевину їхніх уяв та речей, які справді роблять їх щасливими. Можна сказати, що вони містять пейзажні, соціальні та любовні чи інтимні теми. Поетичні образи виражаються в нюховому та візуальному образі. Основними ознаками поеми є вираження почуттів і думок, де ми знаходимо суб'єктивність і стислість мальовничих виразів. Також у віршах ми знаходимо порівняння, а також різні символи. Бісера Алікадич пише тексти пісень, з майже непредставленою римою. Розповідається про поїзд, який їде по лініях, і про людей, які люблять їздити довгими лініями полів, лісів та міст. Дорослі часто виглядають неточно і не можуть сприймати всю красу і красу природи, як це бачать діти. Дорослі зайняті своїми турботами і не можуть вільно бачити різні кольори та скульптури, які нам подарувала природа, і навіть сама людина. Подорожі з дітьми на повній швидкості спрацьовують уяву і створюють мрії, іноді лякаючи. «І я думаю і думаю. До речі, я планую жахливі речі». Після дощу приходить сонце і навіть після поганих думок сонце чи місячне світло освітлює нашу уяву і виводить його на щасливіший і спокійніший шлях. У своїй уяві діти уявляють смуги, що тягнуться до неба, і як існує квиток на щомісячне відвідування Місяця, і що на Місяці є вуличні парки.

### «Ларва»
Перший роман «Ларва», що вийшов у 1979 році (хоча і мав би бути опублікований в 1966 році, але її друк був відкладений через надмірну еротизацію в романі).

## Розмаїття творів
- INTONACIJE (sa Simhom Kabiljo i Tomislavom Šipovcem cjelina pod naslovom MINIJATURE), Džepna knjiga, Sarajevo, 1959.

- NOĆ I ĆILIBAR, Svjetlost, Sarajevo, 1972.

- KAPI I MAHOVINA, Veselin Masleša, Sarajevo, 1975.

- DRHTAJ VUČICE, Svjetlost, Sarajevo, 1981.

- RASPEĆE, Veselin Masleša, Sarajevo, 1986.

- PJESME (izbor), Veselin Masleša, Sarajevo, 1988.

- DOK JESAM CIGANKA, Oslobođenje Public, Sarajevo, 1991.

- NE PREDAJEM SE, Biblioteka Egzil-abc, Ljubljana, 1994.

- GRAD HRABROST Đ CITY OF COURAGE, dvojezično, Međunarodni centar za mir, Sarajevo, 1995.

- PJESMICE LJESTVICE, (pjesme za djecu), Međunarodni centar za mir, Sarajevo, 1996.

- KNJIGA VREMENA, Sarajevo-Publishing, Sarajevo, 1999.

- VOZ DO NEBA, (pjesme za djecu), Bosanska riječ Đ Das Bosnische Wort, Sarajevo, 2000.

- LUDI KAMEN, Vrijeme, Zenica, 2002.

- LARVA, (roman) Prva književna komuna, Mostar, 1974.

- KRUG (roman) Prva književna komuna, Mostar, 1983.

- KRALJICA IZ DVORIŠTA, (priče za djecu) Svjetlost, Sarajevo, 1983, 1995.

- TAČKASTI PADOBRAN, (priče za djecu) Oslobođenje Public, Sarajevo 1991.

- SARAJEVSKA LJUBAVNA PRIČA, Biblioteka Egzil-abc, Ljubljana, 1996.

- PJESME, LARVA, MATIČNI ODBOR, Bošnjačka zajednica kulture Preporod, Sarajevo, 2003.

## Нагороди
Деякі відзнаки, які вона отримала за свою роботу:
1. "Золота брошка мистецтв " у 1999 р. Журналу «ŽENA 21» [Жінка 21];
2. Премія імені Скендера Куленовича 2003 р.
3. Орден «Срібний вінок»1983 р.
4. У грудні 2014 року в Музеї літератури та виконавських мистецтв у Боснії та Герцеговині було встановлено «літературний портрет» Бісери Алікадич.